# Bandera de Minnesota
La bandera de Minnesota es la bandera estatal del estado estadounidense de Minnesota. La bandera consiste de una tonalidad azul marino (a la izquierda) en forma de K, la cual representa la forma oriental del estado de Minnesota, además de una estrella polar blanca de 8 puntas sobre ella y una tonalidad azul celeste (a la derecha). La bandera fue adoptada oficialmente el 11 de mayo de 2024.

Diseño base (Andrew Prekker)
Diseño final (Comisión de Rediseño de Emblemas del Estado de Minnesota)

## Antigua bandera
La primera bandera del estado de Minnesota fue aprobada en 1893. Esa bandera fue creada por Pauline Fjelde a través de la comisión del Amelia Hyde Center de Minneapolis. Era una bandera blanca en el primer plano con luz azul en el fondo.
En el centro se encontraba el sello mocasín del estado coronado con flores blancas, sobre un fondo azul. Una cinta roja tenía el lema, L'étoile du Nord (del francés: para "La estrella del Norte"). En los años 1819 (solución de Minnesota), 1858 (Estado) y 1893 (aprobación de la primera bandera del Estado) el color en todo el sello era dorado.
La bandera fue rediseñada en 1957 debido a un error de las flores utilizadas en el sello. En lugar de una gran zapatilla de dama, se mostraba una variante que no era nativa del estado.

Reverso de la antigua bandera de Minnesota, usada desde 1893
Antigua bandera de Minnesota, usada desde 1893 hasta 1957
Antigua bandera de Minnesota, usada desde 1957 hasta 1983
Antigua bandera de Minnesota, usada desde 1983 hasta 2024